# Kunbir forticornis
Kunbir forticornis là một loài bọ cánh cứng trong họ Cerambycidae.